# Flaga Grecji
Flaga Grecji – jeden z symboli państwowych Republiki Greckiej.

## Wygląd i symbolika[a]
Flaga Grecji jest prostokątem podzielonym na dziewięć ułożonych na przemian poziomych pasów: pięć niebieskich i cztery białe. W kantonie znajduje się biały krzyż na niebieskim tle.
Użyte kolory reprezentują przywiązanie Greków do wiary prawosławnej. Krzyż jest symbolem mądrości Boga i wolności, natomiast dziewięć biało-niebieskich pasów odnosi się do dziewięciu sylab z powstańczego motta Eleuthería é Thánatos (pol. Wolność albo Śmierć).

## Historia
W XIX wieku Grecja pozostawała pod panowaniem Osmańskim, jednak chęć wolności Greków doprowadziła do wybuchu rewolucji. Zostało wtedy zaprojektowanych wiele flag, używających kolorów białego, niebieskiego i czerwonego, często zawierały symbole regionalne. Powstanie doprowadziło do utworzenia niepodległego państwa greckiego, które niedługo później przyjęło dwie biało-niebieskie flagi: flagę w użyciu na lądzie (biały krzyż na niebieskim tle) i flagę do użycia na morzu, która później została flagą państwową.

## Wersje historyczne flagi[b]

Jedna z wersji flagi używanych w czasie rewolucji 1821–1822.
Flaga Grecji na lądzie w latach 1828–1973 i 1975–1978.
Flaga w użyciu na morzu, od 1978 flaga narodowa Grecji.
Bandera cywilna w latach 1822–1828.
Bandera wojenna w latach 1833–1858 18:25
Bandera wojenna w latach 1858–1862 2:3
Flaga państwowa w latach 1863–1924 i 1935–1973.
Bandera wojenna w latach 1863–1924 i 1935–1973.
Flaga używana przez Grecję pod rządami junty czarnych pułkowników, w latach 1970–1975. 7:12